# 레스터레이션 (1995년 영화)
《레스터레이션》(영어: Restoration)은 미국과 영국에서 제작된 마이클 호프먼 감독의 1995년 역사 드라마 영화이다. 로버트 다우니 주니어 등이 출연하였고, 케리 브로코 등이 제작에 참여하였다.
1996년 제68회 아카데미상에서 미술상(에우헤니오 사네티)과 의상상(제임스 애치슨)을 수상하였다.

## 출연진
- 로버트 다우니 주니어
- 샘 닐
- 데이비드 슐리스
- 폴리 워커
- 메그 라이언
- 이언 매켈런
- 휴 그랜트
- 이언 맥더미드
- 메리 매클라우드
- 마크 레더런
- 샌디 맥데이드
- 앤드루 해빌
- 로절린드 베넷
- 윌리 로스
- 데이비드 갠트
- 벤저민 휘트로
- 브라이언 프링글
- 로이 에번스
- 존 퀌비
- 존 댈리모어
- 로저 애슈턴그리피스

## 기타 제작진
- 미술: 에우헤니오 사네티
- 의상: 제임스 애치슨